# نوهار
نوهار (به انگلیسی: Nohar) یک منطقهٔ مسکونی در هند است که در بخش هانومنگاره واقع شده‌است. نوهار ۴۹٬۸۳۵ نفر جمعیت دارد و ۱۸۶ متر بالاتر از سطح دریا واقع شده‌است.